# Санкоші (річка)
Санкоші, також пишеться Санкосі, — є річкою Непалу, яка є частиною системи річок Kоші та Сапткоші в Непалі. Санкоші має два витоки, один, що виникає в Непалі в Чукаті, а інший, більш значний, тече з округу Ньялам в Тибетському регіоні Китаю. Останній називається Bhote Koshi в Непалі і Matsang Tsangpo в Тибеті. Через значні потоки з Бхоте-Коші басейн річки Санкоші часто розглядається як транскордонний річковий басейн.

## Русло річки

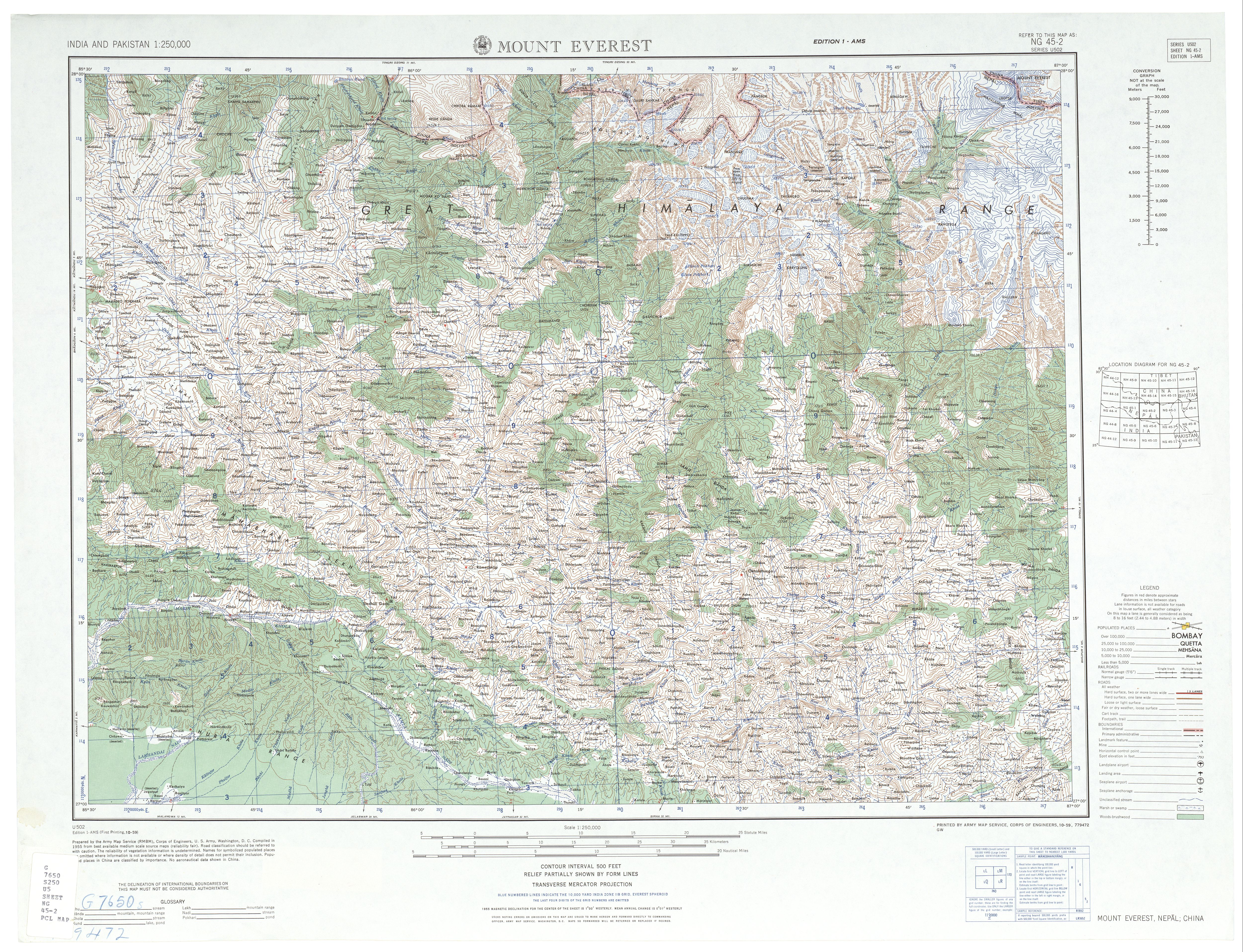
Карта, що показує курс Sun Koshi (AMS, 1955)

Витоки Санкоші розташовані на льодовику Чжанзанбо в Тибеті. Обидві течії річок Сункоші та Бхотекоші разом утворюють один басейн, який охоплює площу приблизно 3,394 км2.
Індраваті зустрічається з Санкоші в Долагхаті, аж до місця, де за нею йде Шосе Араніко H03. Звідти Санкоші тече на схід через долину, утворену між хребтом Махабхарат і Гімалаями. Тамакосі, Лікху, Дудкосі, Арун і Тамор є її лівими притоками, а Індраваті - правою.
Річки Тамур і Арун зливаються з Сункоші в районі Трибенігат, утворюючи Сапткоші, що протікає через ущелину Чатра через хребет Махабхарат до Гангської рівнини. Є ще кілька менших приток Санкоші, таких як Росі-Кхола, Джунга-Кхола та Сапсу-Кхола. 